# سارا بيليجريني
سارا بيليجريني (بالإيطالية: Sara Pellegrini)‏ هي متزحلقة إيطالية، ولدت في 5 مايو 1986 في فارل في ألمانيا.

## وصلات خارجية
- سارا بيليجريني على موقع الاتحاد الدولي للتزلج (التزلج الريفي) (الإنجليزية)
- سارا بيليجريني على موقع أوليمبيديا (الإنجليزية)